# Tuhelj
Tuhelj es un municipio de Croacia en el condado de Krapina-Zagorje.

## Geografía
Se encuentra a una altitud de 187 m s. n. m. a 52,9 km de la capital nacional, Zagreb.

## Demografía
En el censo 2011, el total de población del municipio fue de 2 099 habitantes, distribuidos en las siguientes localidades:
- Banska Gorica - 29
- Črešnjevec - 225
- Glogovec Zagorski - 85
- Lenišće - 128
- Lipnica Zagorska - 75
- Pristava - 238
- Prosenik - 194
- Sveti Križ - 477
- Trsteno - 140
- Tuhelj - 204
- Tuheljske Toplice - 304